# Lisores
Lisores település Franciaországban, Calvados megyében. Lakosainak száma 259 fő (2022. január 1.). Lisores Canapville, Vimoutiers, Val-de-Vie és Livarot-Pays-d'Auge községekkel határos.

## Népesség
A település népessége az elmúlt években az alábbi módon változott:
| Lakosok száma | 348  | 248  | 247  | 280  | 294  | 271  | 260  | 262  | 263  | 259  |
|               | 1968 | 1982 | 1990 | 2006 | 2013 | 2015 | 2017 | 2019 | 2020 | 2022 |